# Signals
| Recensione | Giudizio |
| ---------- | -------- |
| AllMusic   |          |

Signals è il nono album dei Rush, gruppo rock canadese, registrato e mixato tra i mesi di aprile e luglio del 1982 presso Le Studio di Morin-Heights, quindi pubblicato il 9 settembre 1982.
L'album divenne disco di platino (1 000 000 copie vendute) per la RIAA nel novembre del 1982.

## Descrizione
Signals fu il seguito di Moving Pictures, il più grande successo della band.
Stilisticamente, continua l'evoluzione dei Rush verso sonorità anni ottanta, attraverso l'uso più massiccio dell'elettronica come ad esempio le tastiere ed i sequenziatori. Inoltre la durata delle canzoni si abbrevia rispetto al passato: la traccia più lunga dura 6:22. Con Signals si inizia quello che viene normalmente considerata la III fase del gruppo, quella caratterizzata dal largo impiego di tastiere, caratteristica del rock elettronico. La chitarra elettrica in questo album assume un ruolo secondario, ed il gruppo assimila sonorità tipiche della new wave, come il reggae.
Molti furono i momenti di tensione durante le sedute di registrazione del disco, anche a causa della ricerca di nuove sonorità, e questo sarà l'ultimo album co-prodotto da Terry Brown. Alla fine i Rush stessi non saranno completamente soddisfatti del risultato ottenuto.
Subdivisions rimane uno dei classici dei Rush, The Analog Kid è il pezzo con sonorità più hard rock di tutto l'album, Chemistry, New World Man, Digital Man sfoggiano sonorità reggae e Countdown è dedicata al lancio dello Space Shuttle Columbia. Il tema dominante dell'album è l'"alienazione" sociale e tecnologica.
Secondo Neil Peart il primo pezzo composto per l'album è stato Chemistry, scritto spontaneamente durante il tour di Moving Pictures: per la prima volta il tecnico del suono del tour aveva registrato i soundcheck del gruppo: in seguito collegando tra loro vari frammenti musicali, ritmi e melodie la canzone è stata completata e registrata in una demo, in una versione sostanzialmente completa. Riguardo ai testi si tratta dell'unico pezzo dei Rush dove tutti i componenti hanno contribuito. Subdivisions è nata in studio durante le attività di mixaggio per il live Exit... Stage Left, in quel frangente è stato composto il testo; separatamente Lee e Lifeson avevano preparato una base musicale piuttosto innovativa per gli standard della band e è stata sottoposta al batterista. Nel dicembre 1981 Geddy Lee ha iniziato a lavorare su delle basi musicali piuttosto innovative utilizzando una drum machine. Da questa base ha preso forma The Weapon. Durante una vacanza presso le Isole Vergini nel gennaio 1982 Neil ha illustrato a Geddy il testo di The Analog Kid, concepito come una sorta di complemento a quello di Digital Man, discutendo sull'approccio musicale da abbinare a esso. I tre hanno optato per una struttura in antitesi a quanto suggerito dal testo, con la strofa, scritta da Lifeson, a ritmi sostenuti e il ritornello più lento. Digital Man è stata completata nella primavera 1982, dato che il testo e molte parti musicali erano già state composte, ma il ritornello non aveva ancora preso forma. La soluzione trovata non è piaciuta al produttore, Terry Brown, ma il gruppo, molto sicuro del risultato, ha deciso di proseguire senza dare ascolto alle critiche. L'emozione e il privilegio di assistere al lancio dello Space Shuttle Columbia presso Cape Kennedy in Florida del 12 aprile 1981, fortemente voluto dalla band che ha dovuto incastrare l'evento tra le date programmate del tour in svolgimento, ha spinto alla realizzazione del pezzo celebrativo Countdown. Losing It, musicalmente nata da un'idea di Lifeson e abbozzata in una demo con sole tastiera e batteria, è stata completata in studio di registrazione. Era già emersa l'idea di utilizzare il violino elettrico di Ben Mink nell'album e Losing It sembrava la traccia più adatta. Con sette canzoni realizzate e l'album quasi completato, nel maggio 1982 il gruppo ha deciso di aggiungere un nuovo ulteriore pezzo chiamato provvisoriamente Project 3:57, dato che doveva avere una lunghezza inferiore ai quattro minuti. Completato il testo, il brano New World Man, molto diretto, è stato composto e realizzato in soli due giorni.
Attualmente il giudizio critico su Signals è positivo: anziché creare un seguito di Moving Pictures dal facile successo, i Rush hanno continuato il processo evolutivo della propria musica, adeguandolo con successo alle sonorità dei primi anni ottanta. I testi parlano di attualità e sono di più facile lettura che non in passato. Le recensioni d'epoca invece non dimostrano apprezzamento per la svolta stilistica del gruppo: Rolling Stone parla di un risultato poco incisivo, a causa dell'eccessivo uso della tecnologia (dall'impiego dei sintetizzatori al missaggio digitale) che mortifica la prestazione di Lifeson; Sounds definisce Signals un album debole, soprattutto se confrontato con gli ottimi lavori precedenti. The Analog Kid viene considerata l'unica traccia di un certo livello.

## Tracce
Testi di Neil Peart, musiche di Geddy Lee e Alex Lifeson, eccetto dove indicato.
1. Subdivisions – 5:33
2. The Analog Kid – 4:46
3. Chemistry – 4:56 (testo: Geddy Lee, Alex Lifeson, Neil Peart)
4. Digital Man – 6:20
5. The Weapon (Part II of Fear) – 6:22
6. New World Man – 3:41
7. Losing It – 4:51
8. Countdown – 5:49

## Formazione
Gruppo
- Geddy Lee – basso, voce, tastiere
- Alex Lifeson – chitarra elettrica ed acustica, bass pedals
- Neil Peart – batteria e percussioni

Altri musicisti
- Ben Mink – violino elettrico in Losing It

## Classifiche
| Classifica (1982) | Posizione massima |
| ----------------- | ----------------- |
| Stati Uniti       | 10                |

## Principali edizioni e formati
Signals è stato pubblicato nel corso degli anni in varie edizioni, ristampe e formati; queste le principali:
- 1982, Anthem Records (solo Canada), formato: LP, MC
- 1982, Mercury Records, formato: LP, MC, 8-Tracks
- 1990, Mercury Records, formato: CD
- 1994, Mobile Fidelity Sound Lab, formato: CD oro 24k
- 1997, Mercury Records, formato: CD, rimasterizzato
- 2015, Mercury Records, formato: LP (vinile 200 g.), Blu-ray audio, rimasterizzato
- 2011, Mercury Records, all'interno del cofanetto Sector 3, formato: CD, DVD, rimasterizzato